# Punomys kofordi
Punomys kofordi is een zoogdier uit de familie van de Cricetidae. De wetenschappelijke naam van de soort werd voor het eerst geldig gepubliceerd door Pacheco & Patton in 1995.